# Particulier vermogen
Particulier vermogen is vermogen van een natuurlijk persoon. Dit is de waarde van alle bezittingen, verminderd met de waarde van alle schulden.
Bezittingen kunnen bestaan uit spaargeld, aandelen en obligaties, antiek, auto's, sieraden, een eigen woning. Bezittingen die bij een normaal huishouden horen, zoals kleding, beddengoed, keukengerei, een personal computer, een televisie etc. worden soms niet bij het vermogen gerekend.
Vermogensaanwas kan worden beschouwd als sparen in de ruime zin van het woord.
Volgens de klassieke Franse vermogensleer was het vermogen noodzakelijkerwijs verbonden aan de persoon, en karakteriseerde de relatie tussen personen en het vermogen in drie stellingen: alleen personen hebben een vermogen; elke persoon heeft een vermogen; elke persoon heeft slechts één vermogen. Het vermogen werd bestempeld als een juridische algemeenheid en was de vermogensrechtelijke emanatie van de persoon. 
In een modernere opvatting blijft deze theorie echter niet overeind. Men is tot het inzicht gekomen dat vermogens aan een doel kunnen verbonden zijn, en niet noodzakelijk aan een persoon.

## Nederland
Het vermogen van een persoon is de waarde van zijn goederen, verminderd met de waarde van zijn schulden.
Bij het vermogen van een IB-ondernemer moet het bedrijfsvermogen (waarvan de opbrengst als winst belast wordt in box 1) boekhoudkundig gescheiden worden van zijn privévermogen (dat in box 3 valt).
Op 8 juli 2022 kwam een rapport uit over een Interdepartementaal Beleidsonderzoek (IBO) getiteld 'Licht uit, spot aan: de vermogensverdeling', over de vermogensverdeling in Nederland. De reactie van het kabinet volgde 20 september 2022, Prinsjesdag. Op deze dag biedt het kabinet na de opening van de Staten Generaal voor het nieuwe parlementaire jaar het Belastingplan aan de Tweede Kamer en de Eerste Kamer aan. In 2022 werd dit gedaan door de minister van Financiën Sigrid Kaag en staatssecretaris Marnix van Rij (Fiscaliteit en Belastingdienst), tevens de kabinetsreactie op het rapport van het IBO. Hierover lopen nog procedures, onder andere omtrent wel of geen bezwaar te hebben ingediend tegen mogelijkerwijs te hoge heffingen per 2017. In de loop van 2023 informeerde de Belastingdienst degenen die dit zou kunnen betreffen schriftelijk hierover. 

### Fiscale aspecten van particulier vermogen
Er is geen aparte, algemene vermogensbelasting, maar wel bijvoorbeeld de onroerendezaakbelasting. Voor de inkomstenbelasting valt de eigen woning in box 1, een aanmerkelijk belang in een bv in box 2, en voor overige bezittingen, waaronder overige beleggingen, spaargeld en bijvoorbeeld huizen waar de eigenaar niet in woont (voor eigen gebruik als vakantiehuis en/of verhuurd) in box 3. Wat box 3 betreft is er anno 2023 een proces gaande om een vermogensaanwasbelasting in te voeren. In de tussentijd is er een overbruggingsregeling.
Vermogen kan onder meer worden ondergebracht in een speciale eigen bv. Als het gaat om spaartegoeden (sparen in box 2) dan wordt dit een spaar-bv of spaargeld-bv genoemd (dit is geen juridisch begrip, de algemene regels voor een bv zijn van toepassing). Dit alternatief is met de veranderingen in box 3 minder interessant geworden voor banktegoeden, maar is dat voor enkele jaren vanaf 2023 mogelijk nog wel voor grote bedragen aan 'overige bezittingen' in box 3 met weinig of geen rendement. Er zijn kosten aan verbonden, maar daar zou besparing van inkomstenbelasting tegenover kunnen staan, doordat in box 3 dan voor alle bezittingen behalve banktegoeden nog steeds een hoog fictief rendement belast wordt, en in box 2 alleen het werkelijke rendement (tenzij het lage rendement het gevolg is van vrijgevigheid van de dga, bijvoorbeeld bij het tegen een lage rente uitlenen van geld aan een familielid of vriend; bij de in te voeren vermogensaanwasbelasting zou iets dergelijks overigens ook in box 3 aan de orde kunnen komen).

#### Geschiedenis
In Nederland werd over het vermogen van particulieren in het verleden vermogensbelasting betaald, naast een inkomstenbelasting op ontvangen rente. Met de herziening van het belastingstelsel op 1 januari 2001 is de vermogensbelasting vervallen en vervangen door een belasting over een fictief rendement.

### Vermogenstoetsen
Een vermogenstoets in de sociale zekerheid houdt in dat vermogen een beletsel kan zijn voor een recht op uitkering. In ruimere zin kunnen eronder gerekend worden regelingen volgens welke men minder ontvangt of meer eigen bijdrage betaalt naarmate men meer vermogen heeft.
Vermogenstoetsen verschillen onder meer ook in de soorten vermogen die worden meegerekend.
In de sociale zekerheid in Nederland zijn er de volgende vermogenstoetsen:
- Niet alleen box 3 vermogen maar ook overwaarde van het eigen huis en de waarde van een auto tellen mee:
  - Kwijtschelding gemeentelijke belastingen.
  - Vermogenstoets in de Participatiewet; per 1 januari 2022 voor een alleenstaande € 6.505, voor samenwonenden in totaal het dubbele.
  - Vermogenstoets in de IOAZ; per 1 januari 2013 telt bij de berekening van de IOAZ-uitkering het eigen vermogen tot € 127.400 niet mee. Als de zelfstandige een pensioentekort heeft, telt bovendien een bedrag tot maximaal € 114.131 voor aanvullende pensioenvoorzieningen niet mee. Bij een groter vermogen telt 4% van het meerdere als inkomen.[5][6]
- De bezittingen min de schulden in box 3 tellen mee (box 3 vermogen), plus de (in box 3 vrijgestelde) groene beleggingen:
  - Als dit vermogen groter is dan € 31.340 (2021) is er geen recht op huurtoeslag (dit is de standaardvermogenstoets van de Algemene wet inkomensafhankelijke regelingen; deze is echter alleen ongewijzigd van toepassing op de huurtoeslag).
  - Als dit vermogen groter is dan € 116.613 (2021) is er geen recht op zorgtoeslag en kindgebonden budget. in 2023 is het maximale vermogen voor de zorgtoeslag zonder toeslagpartner € 127.582, met toeslagpartner € 161.329.[7] Bij fiscale partners gaat het om het gezamenlijke vermogen.
- Alleen het box 3 vermogen telt mee (in box 3 vrijgestelde bezittingen dus niet):
  - Als dit vermogen groter is dan het heffingvrije vermogen van box 3 is er geen recht op rechtsbijstand volgens de Wet op de rechtsbijstand (Wrb).
- Er is geen expliciet maximaal vermogen waarboven men het betreffende recht niet heeft, maar het betreft een "inkomensafhankelijk" recht, waarbij het inkomen wordt onderworpen aan een vermogensinkomensbijtelling (VIB), dit is een vermogensafhankelijke opslag op het inkomen, naast het forfaitaire rendement dat meetelt als inkomen:
  - De verschuldigde eigen bijdragen worden voor de Wlz geregeld in het Besluit langdurige zorg (Blz) en voor de Wmo in het Uitvoeringsbesluit Wmo 2015. Artikel 3.3.1.2a Blz bepaalt dat het inkomen waarmee wordt gerekend wordt vermeerderd met 4%[8] van de grondslag sparen en beleggen, bedoeld in artikel 5.2 van de Wet inkomstenbelasting 2001. Voor gehuwden is dat 4% van de gezamenlijke grondslag voor sparen en beleggen. Deze komt bovenop het forfaitaire inkomen in box 3. Als een alleenstaande blijvend verblijft in een verzorgingshuis (zie eigen bijdrage Wlz) moet men dus boven het vrijgestelde vermogen per jaar ruwweg 6% interen. Wie nog niet de AOW-gerechtigde leeftijd bereikt heeft en in een Wlz-instelling verblijft wordt een extra vermogensvrijstelling van € 10.000 verleend bij het bepalen van de eigen bijdrage.[9]
- Er is geen expliciet maximaal vermogen waarboven men het betreffende recht niet heeft, maar het betreft een inkomensafhankelijk recht, waarbij het forfaitaire rendement meetelt als inkomen (impliciete vermogenstoets). Voorbeeld:
  - Binnen bepaalde grenzen voor wat betreft het verzamelinkomen veroorzaakt inkomen een verlaging van het kindgebonden budget van 7,6% van dat inkomen.

Bij veel regelingen tellen dus de eigen woning en de eigenwoningschuld en de kapitaalverzekering eigen woning niet mee voor het vermogen; als er geen eigenwoningschuld is telt de eigen woning ook niet mee voor het inkomen. Al of niet ingegane lijfrente en tweedepijlerpensioen tellen vaak ook niet mee voor het vermogen; als ze zijn ingegaan vormen ze wel inkomen.
Bij de bijstand telt wegens het wettelijke afkoopverbod tweedepijlerpensioenvermogen niet als vermogen, maar derdepijlerpensioenvermogen wel. De regering werkt echter aan een Wetsvoorstel facilitering pensioenregeling zelfstandigen dat een pensioenfonds mogelijk maakt los van werknemerschap, waarbij het kapitaal voor de bijstand niet als vermogen telt. Er zal een maximum (jaarlijkse pensioenuitkering niet hoger dan 2 x AOW) komen aan het totaalbedrag aan pensioenvermogen dat niet wordt meegeteld. Er wordt gedacht aan een "pensioenregeling" zonder verzekeringselement, namelijk een soort lijfrentebeleggingsrecht (bancaire lijfrente op basis van beleggen), maar dan met de speciale uitsluiting bij de vermogenstoets van de Participatiewet. In december 2014 zijn nadere plannen bekendgemaakt.
De Wet van 21 november 2015 tot wijziging van de Participatiewet in verband met de bescherming van lijfrenteopbouw en de vrijlating van inkomsten uit arbeid en wijziging van de Pensioenwet en de Wet verplichte beroepspensioenregeling in verband met de bevordering van vrijwillige voortzetting van pensioenopbouw (Wet vrijlating lijfrenteopbouw en inkomsten uit arbeid en bevordering vrijwillige voortzetting pensioenopbouw) bepaalt onder meer dat in de Participatiewet onder het kunnen doen van een beroep op een voorliggende voorziening, of het redelijkerwijs kunnen beschikken over vermogens- en inkomensbestanddelen, niet wordt verstaan het op verzoek van het college:
- Indienen door de belanghebbende van een aanvraag tot vervroeging van de ingangsdatum van een ouderdomspensioen, zolang belanghebbende nog niet de AOW-leeftijd heeft bereikt.
- Benutten van de mogelijkheid om te beschikken over een lijfrente overeenkomstig bepaalde voorwaarden.

### Vrijstellingen
Soms wordt bij een vermogenstoets een speciale uitzondering gemaakt.
De Uitvoeringsregeling Algemene wet inkomensafhankelijke regelingen, artikel 9bis (Overgangsrecht vermogenstoets letselschade-uitkeringen) bepaalt dat voor de zorgtoeslag en het kindgebonden budget als vermogen is vrijgesteld een schadevergoeding voor een letselschade waarvan de hoogte is vastgesteld vóór 11 oktober 2010. Zo'n vrijstelling geldt ook voor de VIB. Bij een later vastgestelde schadevergoeding kon of kan rekening gehouden worden met de vermogenstoetsen en de VIB.
De vrijstellingen hebben betrekking op de vermogenstoetsen en de VIB, niet op het box 3 inkomen.
De Wet van 21 november 2015 tot wijziging van de Participatiewet in verband met de bescherming van lijfrenteopbouw en de vrijlating van inkomsten uit arbeid en wijziging van de Pensioenwet en de Wet verplichte beroepspensioenregeling in verband met de bevordering van vrijwillige voortzetting van pensioenopbouw (Wet vrijlating lijfrenteopbouw en inkomsten uit arbeid en bevordering vrijwillige voortzetting pensioenopbouw) regelt dat bij de vermogenstoets in de Participatiewet lijfrentevoorzieningen buiten beschouwing worden gelaten onder de volgende voorwaarden:
- De totale waarde ten tijde van de aanvraag om bijstand bedraagt minder dan € 250.000.
- Vermogen afkomstig van inleg tijdens de toetsingsperiode van vijf jaar voor de aanvraag om bijstand, is slechts vrijgesteld als in elk van deze vijf jaar ten minste enige inleg is gedaan en voor zover deze niet meer heeft bedragen dan € 6000 per jaar.
- Voor de afbakening van de lijfrentevoorzieningen waarop deze vrijlatingsregeling van toepassing is, wordt aangesloten bij de begripsomschrijving in de belastingwetgeving van de lijfrenten die in aanmerking komen voor fiscale faciliëring. Daarbij gaat het uitsluitend om de aard van de lijfrenten en niet om de vraag of in het individuele geval de lijfrente voldoet aan de voorwaarden voor belastingfaciliteiten. Een pensioentekort als reden van inleg is dus geen vereiste, en er wordt naast het al genoemde geen maximum gesteld aan de gedane inleg per jaar.

Lijfrente-uitkeringen tellen wel als inkomen. Als tijdens de genoemde toetsingsperiode wordt overeengekomen dat deze later ingaan dan eerder overeengekomen, dan tellen de lijfrente-uitkeringen die volgens de eerdere afspraken zouden zijn uitgekeerd als inkomen.

### Toekomst
De Commissie Van Dijkhuizen heeft voorgesteld de vermogenstoets voor de huurtoeslag te versoepelen tot die van de zorgtoeslag en het kindgebonden budget.
Beleidsoptie 9 van het IBO Inkomen en vermogen van ouderen is het meetellen van de overwaarde van het eigen huis bij vermogensinkomensbijtelling, eventueel in combinatie met een systeem zoals de Ierse Nursing Home Loan: het geld voor de eigen bijdrage wordt geleend, en afbetaald na overlijden.
Beleidsoptie 10 is het meetellen van de overwaarde van het eigen huis bij andere vermogenstoetsen.
Aangenomen is de Wet aanpassing box 3 die het heffingvrije vermogen per 2021 verhoogt tot € 50.000. Voor veel regelingen wordt echter voorkomen dat dit gunstig doorwerkt in vermogenstoetsen, zie boven. Gunstige doorwerking via een lager verzamelinkomen wordt echter, hoewel niet beoogd, op de koop toe genomen omdat dit voor het Rijk in totaal om een geringer bedrag gaat, en aanpassing van wetgeving om dit te voorkomen ingewikkeld is.

#### Beleidsopties voor het toeslagenstelsel met alternatieve vermogenstoetsen
- Maandtoeslag op basis van het vastgestelde gemiddelde maandinkomen over de periode van vier maanden tot en met vijftien maanden geleden. Bij deze beleidsoptie worden alleen arbeidsinkomsten en uitkeringen in aanmerking genomen, en worden de vermogenstoetsen afgeschaft.[21]
- Geleidelijke, geharmoniseerde vermogenstoets (dezelfde voor huurtoeslag, zorgtoeslag en kindgebonden budget). Ze worden bijvoorbeeld elk afgebouwd met 4% van het vermogen boven € 61.000.[22] De sinds 2021 bestaande complicatie dat ondanks een heffingvrij vermogen van € 50.000, aangifte van vermogen boven € 31.340 verplicht blijft, zou daarmee weer vervallen.

### Gedragseffecten
Gedragseffecten zijn onder meer dat mensen schenkingen gaan doen.

### Geschiedenis
De Overgangswet verzorgingshuizen (bij indiening nog getiteld Overgangswet bejaardenoorden) uit 1996 bracht verzorgingstehuizen onder de toenmalige AWBZ, waarbij de expliciete vermogenstoets verviel. Voordien was er wel een expliciete vermogenstoets bij verzorgingstehuizen, maar niet voor verpleegtehuizen.
De Wet hervorming kindregelingen heeft een extra tegemoetkoming voor alleenstaande ouders in onder meer de IOAW, Anw, TW en AOW vervangen door een alleenstaande-ouderkop in het kindgebonden budget, wat voor deze gevallen een vermogenstoets introduceerde.